# 22. červenec
22. červenec je 203. den roku podle gregoriánského kalendáře (204. v přestupném roce). Do konce roku zbývá 162 dní. Svátek má Magdaléna.

## Události

### Česko
- 1270 – V Čechách pršelo od 22. července až do polovičky září bez přestání. Potopy, neúroda a drahota v obilí byly toho následky; vína bylo až nazbyt (dle dobového almanachu)
- 1290 – Král Václav II. jako léno získal Vratislavské knížectví.
- 1781 – Český hudební skladatel Vincenc Mašek si bere za ženu o devět let mladší žačku Marii Johannu Nepomucenu Ludmilu Sibilu Vincencii, rozenou Prausovou, vynikající hráčku na tehdy módní nástroj - skleněnou harmoniku.
- 1848 – Ve Vídni se poprvé sešel rakouský ústavodárný říšský sněm, za účasti 138 poslanců z českých zemí. Do sněmu bylo zvoleno 55 českých a 35 německých poslanců z Čech, 20 českých a 18 německých poslanců z Moravy a 1 český a 9 německých poslanců ze Slezska. Úkolem sněmu bylo pro monarchii vypracovat a schválit ústavu.
- 1927 – V časopise Pestrý týden se poprvé objevila postavička Ondřeje Sekory Ferda Mravenec v komiksovém příběhu o opilém mravenci. Tehdy ještě postavička nebyla určena dětem a neměla puntíkovaný šátek.
- 1928 – Orchestr RJ za řízení dr. J. Krupky a Otokara Paříka natočil první gramodesky.
- 1934 – Konrad Henlein uspořádal ve Šluknově veřejný projev za účasti 12 000 osob.
- 1956 – Premiéra českého historického filmu Jan Žižka režiséra Otakara Vávry na motivy díla spisovatele Aloise Jiráska. Film je druhým dílem husitské trilogie Jan Hus, Jan Žižka a Proti všem.
- 1963 – Pásmem Komu patří jazz zahájila činnost poetická vinárna Viola na pražské Národní třídě.
- 1977 – Federální vláda ČSSR nařídila snížení maloobchodních cen vybraného spotřebního zboží s původem v Československu a zároveň zdražení podobného zboží ze zahraničí až o 34 %.
- 1994 – V Divadle Spirála na pražském Výstavišti se uskutečnila česká premiéra světoznámého muzikálu Andrew Lloyda Webbera a Tima Rice Jesus Christ Superstar. Během čtyř let se muzikál dočkal celkem 1288 repríz.
- 1998
  - Prezident Václav Havel jmenoval menšinovou jednobarevnou vládu Miloše Zemana, která získala podporu v parlamentu díky tzv. opoziční smlouvě, kterou mezi sebou uzavřely dvě největší strany v republice – levicová ČSSD a pravicová ODS
  - Ve východních Čechách začala povodeň, při které zemřelo 7 lidí.
- 2015 – Při železniční nehodě ve Studénce, při které řidič kamionu nerespektoval vystražná znamení a vjel na přejezd tratě, po které se blížila vlaková souprava Pendolino, načež spadly závory a on se bál je prorazit a s kamionem odjet,  zahynuly 3 osoby. Je to již druhé železniční neštěstí v tomto městě (viz 2008).

### Svět
- 0259 – 24. katolickým papežem se stal Dionysius, který nahradil Sixta II.
- 1209 – Během Albigenské křížové výpravy došlo k masakru ve městě Béziers.
- 1298 – V bitvě u Falkirku, porazil anglický král Eduard I. Skoty vedené Williamem Wallacem.
- 1456 – Bylo ukončeno obléhání Bělehradu vojsky osmanského sultána Mehmeda II.
- 1499 – Švábská válka: Švýcaři rozdrtili vojsko Švábského spolku v bitvě u Dornachu, čímž se de fakto stali nezávislými na Svaté říši římské.
- 1793 – Skotský cestovatel Alexander Mackenzie příchodem k Tichému oceánu dokončil překonání amerického kontinentu.
- 1868 – Rozezlení Češi opouští na protest Rakousko-Uherský senát
- 1894 – Proběhl první automobilový závod Paříž-Rouen.
- 1917 – Alexander Kerenskij vyhlásil Rusko jako demokratickou republiku a stal se předsedou nové prozatímní vlády.
- 1933 – Wiley Post skončil první sólový let kolem světa za 7 dní a 19 hodin (začal 15. července).
- 1942 – Holokaust: Začala deportace Židů z varšavského ghetta.
- 1946 – Členové židovské organizace Irgun spáchali pumový atentát na hotel King David v Jeruzalémě, kde sídlila britská správa. 91 Britů zahynulo.
- 1962 – Program Mariner: Sonda Mariner 1 musela být zničena krátce po startu.
- 1992 – Drogový obchodník Pablo Escobar uprchl z kolumbijského vězení z obavy před vydáním do USA.
- 2003 – Americká armáda zaútočila v Iráku na obytný komplex, přičemž zabila syny Saddáma Husajna, Udaje a Kusaje.
- 2006 – Na stanici ITV1 měla premiéru první epizoda světoznámého trikového seriálu Prehistorický park.
- 2007 – Česká fotbalová reprezentace do 20 let získává stříbro po prohře s Argentinou ve finále Mistrovství světa ve fotbale do 20 let v Kanadě.
- 2010 – Mezinárodní soudní dvůr v Haagu posvětil osamostatnění Kosova.
- 2011 – V norském Oslu zemřelo 7 osob při bombovém útoku ve vládní čtvrti. Krátce poté Anders Behring Breivik střelbou ze samopalu zabil několik desítek mladých lidí na mítinku norské Strany práce na ostrově Utøya. Další se utopili při snaze přeplavat na pevninu. Celkem zemřelo 77 osob.
- 2019 – Indická raketa GSLV Mk.3 vynesla z kosmodromu Šríharikota na oběžnou dráhu měsíční sondu Čandraján-2.

## Narození
Viz též Kategorie:Narození 22. července — automatický abecedně řazený seznam.

### Česko

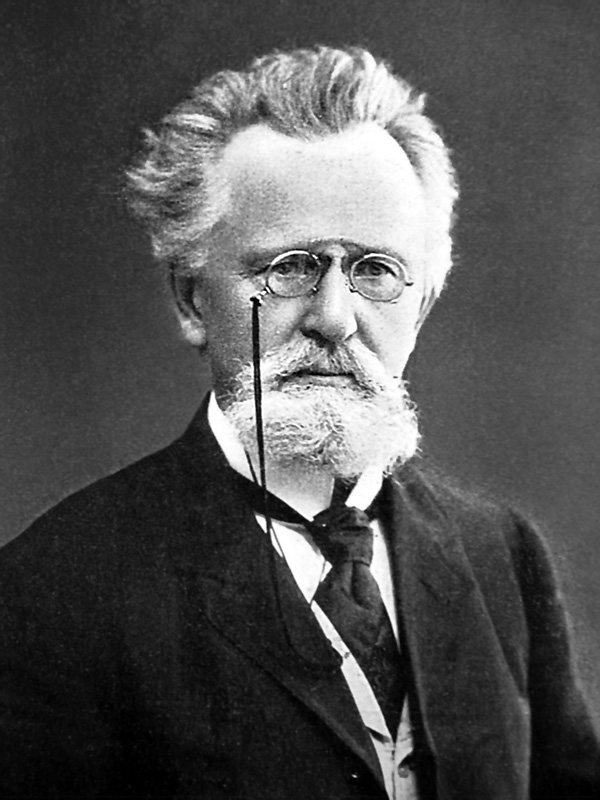
Antal Stašek (* 1843)

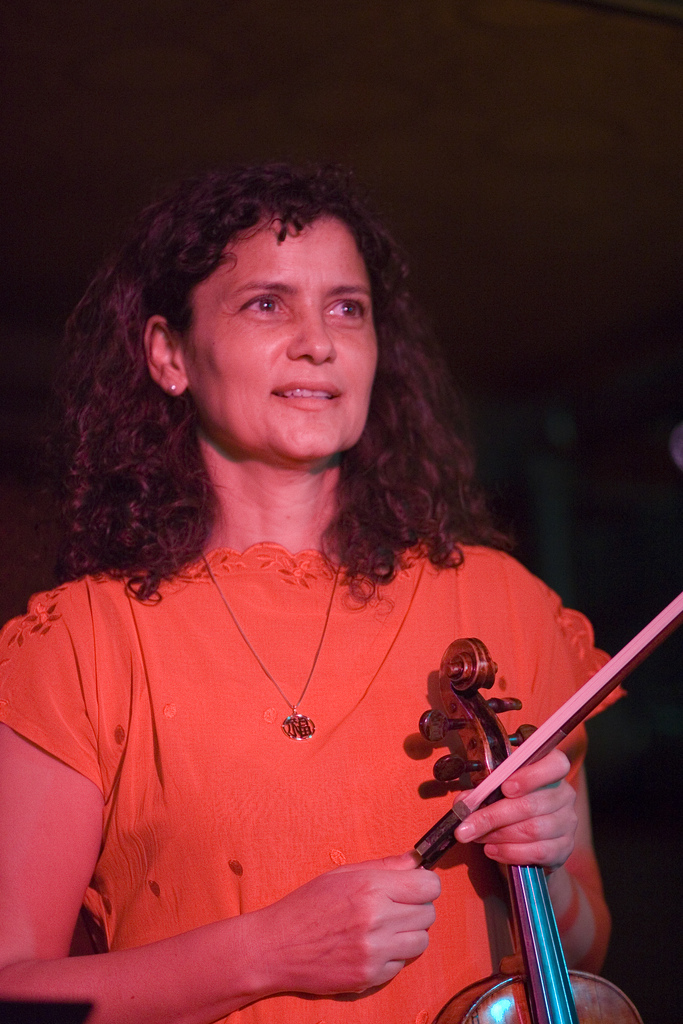
Iva Bittová (* 1958)

- 1787 – Johann Emanuel Veith, rakouský veterinář, teolog, kazatel a spisovatel († 6. listopadu 1876)
- 1815 – Josef Ehrenberger, spisovatel († 7. února 1882)
- 1872 – Ľudovít Bazovský, československý politik († 10. prosince 1958)
- 1843 – Antal Stašek, spisovatel († 9. října 1931)
- 1866 – František Bubák, botanik († 19. září 1925)
- 1875 – Richard Schmidt, český, německy hovořící právník a spisovatel († 11. března 1947)
- 1882 – Antonín Zmrhal, čs. ministr vnitřního obchodu († 26. listopadu 1954)
- 1893 – Osvald Chlubna, hudební skladatel a pedagog († 30. října 1971)
- 1895 – Václav Vlček, plukovník československého letectva, oběť komunistického režimu († 23. října 1974)
- 1900 – Zdeněk Kalista, historik a spisovatel († 17. června 1982)
- 1911 – František Fric, lesní inženýr a spisovatel († 7. října 1975)
- 1914
  - Josef Kholl, generál, bojovník proti nacismu († 22. září 1944)
  - Jiří Valja, spisovatel († 17. března 1967)
- 1915 – Josef Šebánek, herec († 13. března 1977)
- 1919 – Věra Adlová, spisovatelka, překladatelka († 28. července 1999)
- 1921 – Anna Nováková, překladatelka z ruštiny († 31. května 2005)
- 1922
  - Jiří Berkovec, hudební skladatel a publicista († 11. listopadu 2008)
  - Miluše Roubíčková, sklářská výtvarnice († 21. srpna 2015)
  - Milena Majorová, spisovatelka redaktorka († 11. července 2014)
- 1924
  - Věra Kubánková, herečka († 13. dubna 2016)
  - Richard Kubernát, zpěvák a jazzový trumpetista († 16. června 1981)
- 1933
  - Jana Rabasová, sportovní gymnastka a olympijská medailistka († 2008)
  - Evžen Quitt, geograf a klimatolog († 19. srpna 2013)
- 1935 – Antonín Máša, spisovatel, scenárista, dramatik, režisér († 4. října 2001)
- 1936 – Jaroslav Čejka, tanečník a herec-mim († 11. října 2022)
- 1943
  - Jaromír Mayer, zpěvák
  - Jaroslav Šaroun, klavírista, skladatel, pedagog († 25. března 2021)
- 1946 – Jessica Horváthová, politička, kameramanka a režisérka
- 1950
  - Adam Černý, novinář († 29. června 2024)
  - Petr Matějů, sociolog a politik († 16. června 2017)
  - Miloslava Rezková, olympijská vítězka a mistryně Evropy ve skoku do výšky († 20. října 2014)
- 1952 – Jindřich Vodička, ministr práce a sociálních věcí ČR
- 1958 – Iva Bittová, zpěvačka a houslistka
- 1959 – Irena Chřibková, varhanice
- 1971 – Robert Šlachta, bývalý policista a politik
- 1993 – Eva Burešová, zpěvačka a herečka
- 1995 – Anežka Drahotová, atletka, chodkyně

### Svět

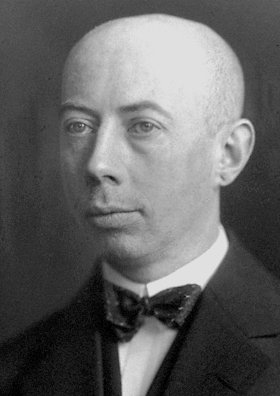
Gustav Hertz (* 1887)

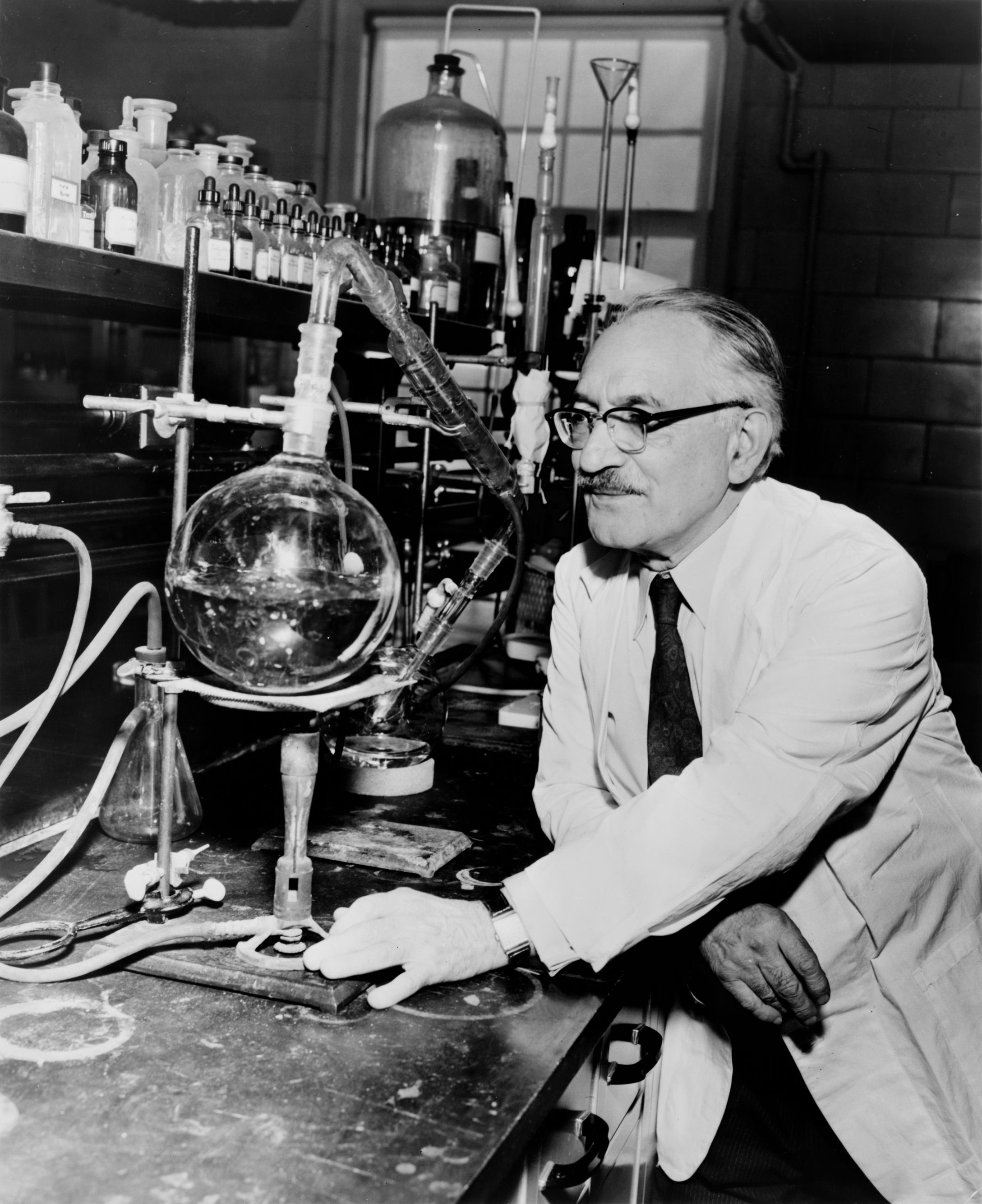
Selman Waksman (* 1888)

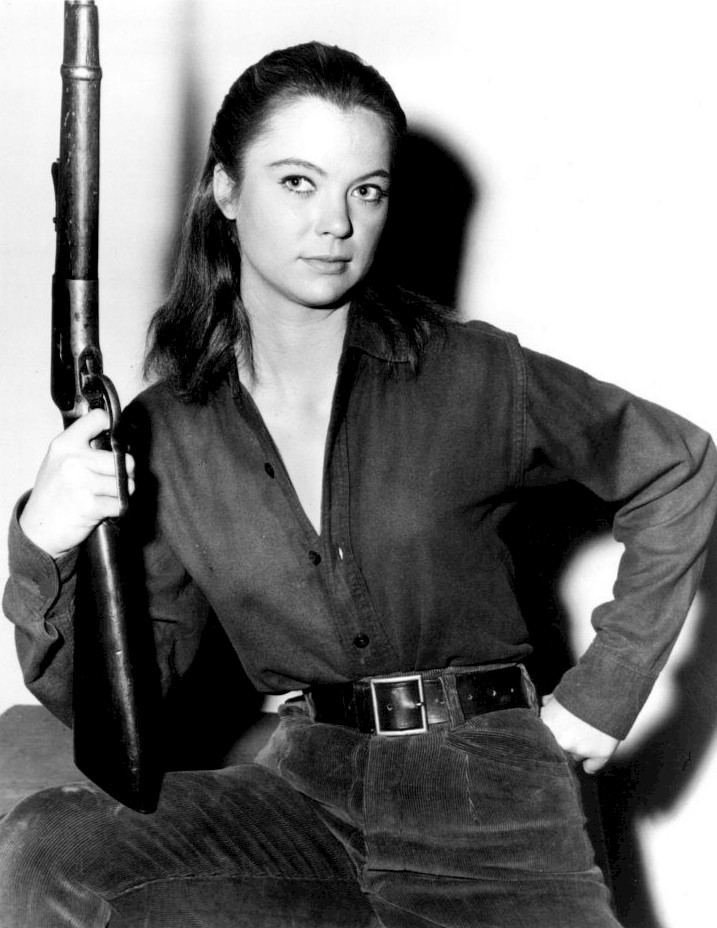
Louise Fletcherová (* 1934)

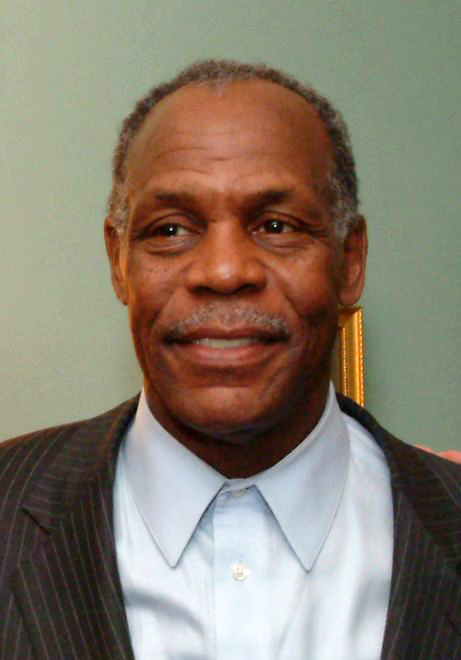
Danny Glover (* 1946)

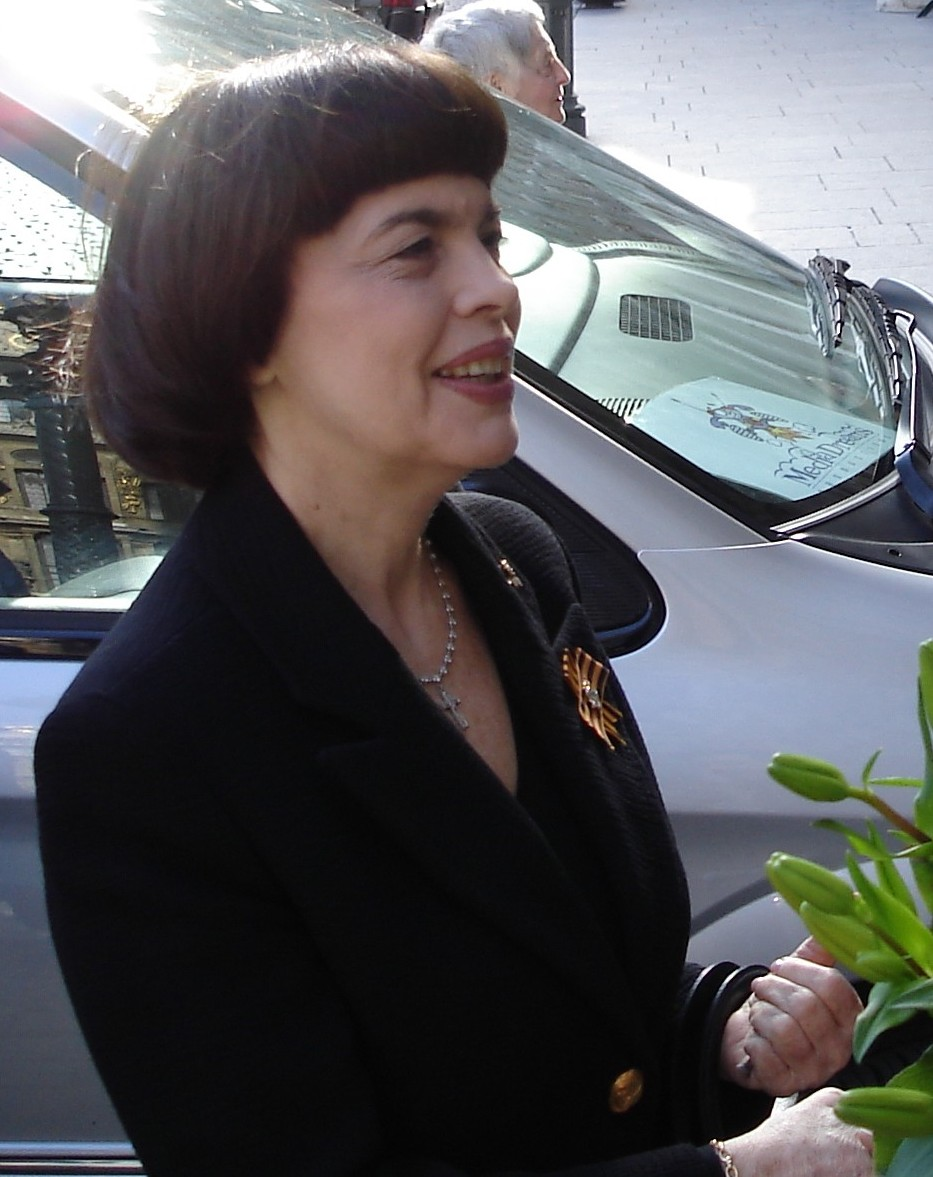
Mireille Mathieu (* 1946)

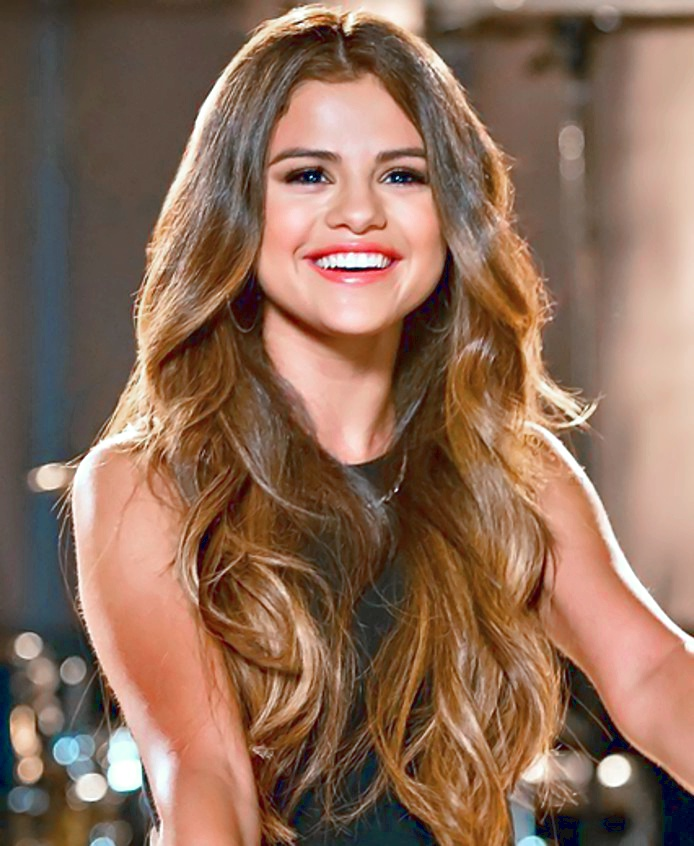
Selena Gomez (* 1992)

- 1136 – Vilém z Anjou, bratr anglického krále Jindřicha II. († 30. ledna 1164)
- 1210 – Johana Anglická, skotská královna z dynastie Plantagenetů († 4. března 1238)
- 1476 – Ču Jou-jüan, čínský princ z dynastie Ming († 13. července 1519)
- 1478 – Filip I. Kastilský, kastilský a leónský spolukrál jako manžel Jany I. Kastilské, burgundský vévoda, syn císaře Maxmiliána I. a Marie Burgundské († 1506)
- 1535 – Kateřina Stenbock, manželka švédského krále Gustava I. Vasy († 13. prosince 1621)
- 1559 – Vavřinec z Brindisi, italský duchovní, představitel kapucínů († 1619)
- 1596 – Michail Fjodorovič, první ruský car z dynastie Romanovců († 23. července 1645)
- 1647 – Svatá Markéta Marie Alacoque, řeholnice řádu salesiánek, mystička († 17. října 1790)
- 1711 – Georg Richmann, baltský německý fyzik († 6. srpna 1753)
- 1713 – Jacques-Germain Soufflot, francouzský architekt († 1780)
- 1751 – Karolina Matylda Hannoverská, britská princezna, dánská a norská královna († 10. května 1775)
- 1784 – Friedrich Bessel, německý matematik († 1846)
- 1795 – Gabriel Lamé, francouzský matematik a fyzik († 1. května 1870)
- 1800 – Jakob Lorber, rakouský hudebník, křesťanský mystik a vizionář († 1864)
- 1805 – Rudolf von Feistmantel, rakouský lesník a entomolog († 7. února 1871)
- 1831 – Kómei, 121. japonský císař († 30. ledna 1867)
- 1838 – Max Mauthner, rakousko-uherský průmyslník a politik († 28. prosince 1904)
- 1839 – Jakob Hurt, estonský lingvista, teolog a folklorista († 13. ledna 1907)
- 1846 – Julius von Latscher-Lauendorf, rakousko-uherský generál a politik († 2. srpna 1909)
- 1848 – Adolf Fridrich V. Meklenbursko-Střelický, meklenbursko-střelický velkovévoda († 11. června 1914)
- 1849 – Emma Lazarus, židovská básnířka, novinářka a překladatelka († 1887)
- 1859 – Charles Bernhoeft, lucemburský dvorní fotograf († ? 1933)
- 1862 – Cosmo Duff-Gordon, pátý baronet z Halkinu († 20. dubna 1931)
- 1864 – Ernest Roger, francouzský vědec v oblasti bezdrátové komunikace († ? 1943)
- 1875 – Růžena Rosická, česko-americká redaktorka a překladatelka († 27. ledna 1954)
- 1876 – Madeleine Vionnet, francouzská módní návrhářka († 2. března 1975)
- 1878
  - Lucien Febvre, francouzský historik († 25. září 1956)
  - Janusz Korczak, polský spisovatel († srpen 1942)
- 1882 – Edward Hopper, americký malíř († 15. května 1967)
- 1886 – Theodor Morell, osobní lékař Adolfa Hitlera († 26. května 1948)
- 1887 – Gustav Ludwig Hertz, německý fyzik, držitel Nobelovy ceny († 1975)
- 1888 – Selman Abraham Waksman, americký mikrobiolog, držitel Nobelovy ceny († 1973)
- 1892 – Arthur Seyß-Inquart, rakouský spolkový kancléř, nacista († 16. října 1946)
- 1895 – Pavel Suchoj, běloruský a sovětský letecký konstruktér († 15. září 1975)
- 1898 – Alexander Calder, americký výtvarník († 11. listopadu 1976)
- 1899 – Sobhuza II., svazijský král († 21. srpna 1982)
- 1904 – Donald Hebb, kanadský psycholog († 20. srpna 1985)
- 1909
  - Licia Albanese, americká operní sopranistka italského původu († 15. srpna 2014)
  - Francis Leroy Stewart, americký fotograf († 23. srpna 1992)
- 1912 – Stephen Gilbert, irský spisovatel († 23. července 2010)
- 1917 – Jurij Chěžka, lužickosrbský básník († 1944)
- 1923 – Bob Dole, americký politik († 5. prosince 2021)
- 1926 – Wolfgang Iser, německý literární teoretik († 24. ledna 2007)
- 1930 – Jurij Arťuchin, sovětský kosmonaut († 4. srpna 1998)
- 1932 – Tom Robbins, americký spisovatel
- 1934
  - Louise Fletcherová, americká herečka
  - Junior Cook, americký saxofonista († 3. února 1992)
- 1938 – Terence Stamp, anglický herec († 17. srpna 2025)
- 1941 – George Clinton, americký zpěvák
- 1942 – Peter Habeler, rakouský horolezec
- 1943
  - Ira Nadel, americký spisovatel
  - Kay Baileyová Hutchisonová, americká republikánská politička
- 1944
  - Rick Davies, britsko-americký hudebník, frontman skupiny Supertramp
  - Anand Satyanand, generální guvernér Nového Zélandu
- 1946
  - Juan José Armas Marcelo, španělský spisovatel, esejista a novinář
  - Danny Glover, americký herec, filmový režisér a politický aktivista
  - Mireille Mathieu, francouzská zpěvačka
  - Petre Roman, premiér Rumunska
  - Johnson Toribiong, prezident Palau
  - Paul Schrader, americký filmový scenárista a režisér
- 1947
  - Don Henley, americký rockový zpěvák, písničkář a bubeník
  - Mihaela Peneșová, rumunská atletka, olympijská vítězka v hodu oštěpem († 29. srpna 2024)
- 1948 – Otto Waalkes, německý bavič a herec
- 1949
  - Alan Menken, americký hudební skladatel a pianista
  - Muhammad bin Rašíd Al Maktúm, premiér a viceprezident Spojených arabských emirátů
  - Lasse Virén, finský běžec, čtyřnásobný olympijský vítěz
- 1953 – Brian Howe, anglický rockový zpěvák a skladatel
- 1955 – Willem Dafoe, americký herec
- 1956 – Mick Pointer, britský bubeník
- 1965 – Shawn Michaels, americký profesionální wrestler
- 1967 – Rhys Ifans, britský herec
- 1973 – Rufus Wainwright, kanadsko-americký zpěvák
- 1974 – Franka Potente, německá herečka
- 1980
  - Dirk Kuyt, nizozemský fotbalista
  - Dmitrij Kalinin, ruský hokejista
  - Kate Ryan, belgická zpěvačka
- 1982
  - Anna Čičerovová, ruská skokanka do výšky
  - Sandrine Levet, francouzská sportovní lezkyně
- 1983
  - Dries Devenyns, belgický silniční cyklista
  - Arsenie Todiraș, moldavský zpěvák, člen skupiny O-Zone
- 1985 – Takudzwa Ngwenya, americký ragbista
- 1987
  - Charlotte Kallaová, švédská běžkyně na lyžích
  - Andrej Golubjev, kazašský tenista
- 1992
  - Selena Gomezová, americká herečka, zpěvačka, textařka
  - Alexandr Kuzněcov, ukrajinský herec
- 1993 – Darja Dmitrijevová, ruská moderní gymnastka
- 1996 – Kevin Fiala, švýcarský lední hokejista
- 1997 – Francesca Di Lorenzová, americká tenistka
- 1998 – Ethan de Groot novozélandský ragbista
- 2006 – Javon Walton – americký herec a profesionální boxer
- 2013 – George z Walesu, britský princ, člen britské královské rodiny, druhý v linii následnictví britského trůnu

## Úmrtí
Viz též Kategorie:Úmrtí 22. července — automatický abecedně řazený seznam.

### Česko
- 1427 – Zikmund Albík z Uničova, lékař, právník a arcibiskup pražský (* asi 1358)
- 1786 – Václav Kalous, skladatel chrámové hudby (* 24. ledna 1715)
- 1867 – Cyril František Napp, opat, kulturní a politický činitel (* 5. října 1792)
- 1868 – Zikmund Kolešovský, hudební skladatel a pedagog (* 2. května 1817)
- 1903 – Josef Jakub Toužimský, novinář a spisovatel (* 9. března 1848)
- 1908 – Mathilde Weissmannová-Zavrtalová, operní pěvkyně (* 2. února 1846)
- 1915 – František Taufer, moravský básník a prozaik (* 2. dubna 1885)
- 1917 – Karel Ladislav Thuma, malíř (* 14. prosince 1853)
- 1923 – František Albert, chirurg a spisovatel (* 29. dubna 1856)
- 1925 – Vilém Teklý, pedagog, agrární odborník a politik (* 11. ledna 1848)
- 1954 – Alois Holub, sochař (* 24. dubna 1893)
- 1955
  - Václav Nosek, komunistický politik, ministr vnitra (* 26. září 1892)
  - Hans Tichý, československý politik německé národnosti (* 16. května 1881)
- 1966 – Jaroslav Kofroň, hornista, hudební skladatel (* 5. února 1921)
- 1972 – Pavel Bořkovec, skladatel (* 10. června 1894)
- 1976 – Jan Jůzl, malíř (* 25. listopadu 1905)
- 1977 – Jaroslav Šulc, spisovatel (* 22. září 1903)
- 1979 – Václav M. Havel, pražský stavební podnikatel (* 12. září 1897)
- 1981 – František Vojtek, kněz, jezuita, filozof (* 4. října 1911)
- 1992
  - Milan Zezula, malíř (* 26. července 1921)
  - Jaromír Hrbek, komunistický lékař, politik, strůjce čistek (* 28. června 1914)
- 1995 – Otakar Borůvka, matematik (* 10. května 1899)
- 2004 – Zdeněk Tmej, reportážní a dokumentární fotograf (* 5. července 1920)
- 2007
  - Ladislav Kozák, akademický sochař a medailér (* 31. srpna 1934)
  - Quido Adamec, hokejový rozhodčí (* 15. prosince 1924)
- 2010 – Milan Paumer, člen antikomunistické odbojové skupiny bratří Mašínů (* 7. dubna 1931)
- 2011 – Ladislav Vik, kněz a politický vězeň komunistického režimu (* 25. března 1923)
- 2012 – Jan Rokyta, cimbalista a herec (* 16. dubna 1938)
- 2015
  - Anežka Merhautová, historička umění (* 29. prosince 1919)
  - Aleš Havlíček, filozof, vysokoškolský pedagog (* 15. ledna 1956)
- 2017 – Jaroslav Doubek, rychlobruslař a cyklista (* 17. června 1931)
- 2020 – Miloš Nesvadba, herec, spisovatel, ilustrátor, komiksový kreslíř a karikaturista (* 17. dubna 1925)
- 2024 – Karel Dyba, teoretický ekonom, politik a diplomat (* 21. října 1940)

### Svět

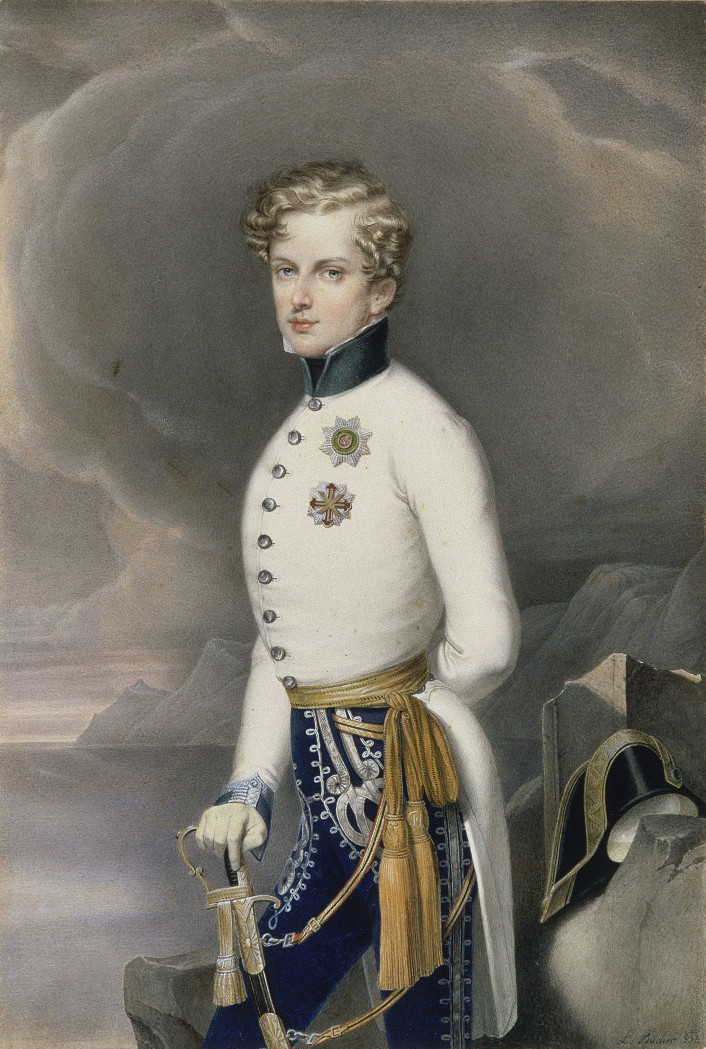
Napoleon II. († 1832)

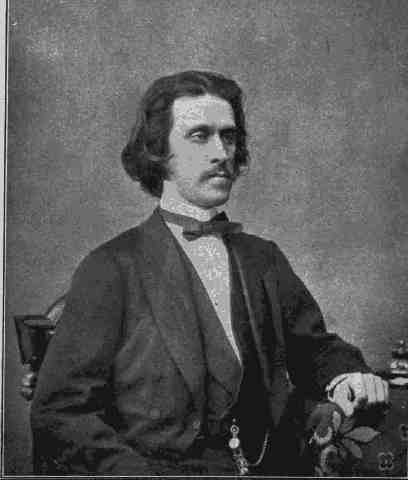
Josef Strauss († 1870)

- 1258 – Menhard I. Tyrolský, tyrolský hrabě (* 1194)
- 1454 – Jan II. Kastilský, kastilský král (* 6. března 1405)
- 1461 – Karel VII. Francouzský, francouzský král (* 22. února 1403)
- 1540 – Jan Zápolský, uherský král (* 2. února 1487)
- 1590 – Leone Leoni, italský sochař a zlatník (* 1509)
- 1591 – Veronica Franco, italská básnířka, kurtizána, feministka, filantropka, milenka francouzského krále Jindřicha III. (* 25. března 1546)
- 1619 – Vavřinec z Brindisi, italský duchovní, představitel kapucínů (* 1559)
- 1676 – Klement X., papež (* 1590)
- 1732 – Pavel Heermann, německý sochař (* 1673)
- 1738 – Wolfgang Hannibal von Schrattenbach, kardinál, olomoucký biskup a místokrál neapolský (* 12. září 1660)
- 1746 – Marie Tereza Bourbonská, španělská infantka a francouzská dauphine (* 11. června 1726)
- 1802 – Xavier Bichat, francouzský anatom a fyziolog (* 14. listopadu 1771)
- 1809 – Jean Senebier, švýcarský pastor a přírodovědec (* 6. května 1742)
- 1814 – Michael Francis Egan, americký františkánský mnich a biskup (* 26. září 1761)
- 1826 – Giuseppe Piazzi, italský mnich, matematik a astronom (* 1746)
- 1832 – Napoleon II., francouzský šlechtic (* 1811)
- 1870 – Josef Strauss, rakouský skladatel (* 1827)
- 1895 – Cardale Babington, anglický botanik a entomolog (* 23. listopadu 1808)
- 1902 – Mieczysław Halka-Ledóchowski, arcibiskup poznaňsko-hnězdenský, kardinál (* 29. října 1822)
- 1908 – William Randal Cremer, anglický politik, pacifista, nositel Nobelovy ceny míru (* 18. března 1828)
- 1909 – Detlev von Liliencron, německý básník, dramatik a spisovatel (* 3. června 1844)
- 1915 – Sandford Fleming, kanadský inženýr a vynálezce skotského původu (* 1827)
- 1922 – Jokichi Takamine, japonský chemik (* 1854)
- 1923 – Morris Rosenfeld, židovský básník (* 28. prosince 1862)
- 1926 – Friedrich von Wieser, rakouský ekonom (* 1851)
- 1932
  - John Meade Falkner, anglický romanopisec a básník (* 8. května 1858)
  - Errico Malatesta, italský anarchokomunista (* 14. prosince 1853)
- 1934 – John Dillinger, americký bankovní lupič (* 1903)
- 1935 – Rašíd Ridá, islámský reformátor (* 23. října 1865)
- 1941 – Dmitrij Grigorjevič Pavlov, sovětský vojevůdce (* 4. listopadu 1897)
- 1950 – William Lyon Mackenzie King, premiér Kanady (* 17. prosince 1874)
- 1955 – Haakon Shetelig, norský archeolog a historik (* 25. června 1877)
- 1956 – Ľudovít Šenšel, slovenský evangelický kněz a poválečný politik (* 13. dubna 1888)
- 1958 – Michail Zoščenko, ruský spisovatel, satirik a dramatik (* 1894)
- 1967 – Carl Sandburg, americký novinář, spisovatel, hudebník a historik (* 6. ledna 1878)
- 1968 – Giovannino Guareschi, italský novinář a spisovatel (* 1. května 1908)
- 1972 – Max Aub, španělský spisovatel (* 2. června 1903)
- 1976 – Karol Hławiczka, polský skladatel, muzikolog, pianista a varhaník (* 14. února 1894)
- 1978 – André Chapelon, francouzský konstruktér parních lokomotiv (* 26. října 1892)
- 1979
  - Sándor Kocsis, maďarský fotbalista (* 21. září 1929)
  - Stein Rokkan, norský politolog a sociolog (* 4. července 1921)
- 1982 – Sonny Stitt, americký saxofonista (* 2. února 1924)
- 1985 – Matti Järvinen, finský olympijský vítěz v hodu oštěpem (* 18. února 1909)
- 1990 – Eduard Strelcov, ruský fotbalový útočník (* 21. července 1937)
- 1993 – Piero Heliczer, italský filmový režisér, herec a básník (* 20. června 1937)
- 1999 – Ladislav Slovák, slovenský dirigent (* 10. září 1919)
- 2003 – Serge Silberman, francouzský filmový producent (* 1. května 1917)
- 2004
  - Illinois Jacquet, americký tenorsaxofonista (* 31. října 1922)
  - Peter Sever, slovenský spisovatel (* 11. července 1924)
- 2006 – Gustavo Alatriste, mexický filmový producent, scenárista, herec a režisér (* 25. srpna 1922)
- 2007 – Ulrich Mühe, německý herec (* 1953)
- 2008
  - Joe Beck, americký jazzový kytarista (* 29. července 1945)
  - Greg Burson, americký dabér (* 29. června 1949)
- 2012 – George Armitage Miller, americký psycholog (* 3. února 1920)
- 2015
  - Eddie Hardin, anglický hudebník (* 19. února 1949)
  - Edgar Lawrence Doctorow, americký spisovatel (* 6. ledna 1931)
- 2019
  - Christopher C. Kraft Jr., americký letecký inženýr a manažer NASA (* 28. února 1924)
  - Brigitte Kronauerová, německá spisovatelka (* 29. prosince 1940)
- 2023 – Adolf Scherer, slovenský fotbalista (* 5. května 1938)
- 2025 – Ozzy Osbourne, britský heavy metalový zpěvák, frontman kapely Black Sabbath (* 3. prosince 1948)

## Svátky

### Česko
- Magdaléna, Magda
- Valter
- Socialistický kalendář: Státní svátek Polské lidové republiky

### Svět
- Svátek Máří Magdaleny
- Svazijsko: Narozeniny bývalého krále Sobhuzy II.
- Den přibližného Pí
- Světový den mozku

## Pranostiky

### Česko
- Na svatou Magdalénu pohoda – pro včely výhoda; a když slota – to lichota.
- Marie Magdaléna své hříchy oplakává, proto rádo poprchává.
- Na Maří Magdalénu očekávej jistý déšť.
- V den Maří Magdalény rádo poprchává, neboť svého Pána oplakává.
- V ten den rádo poprchává, poněvadž Maří Magdaléna Pána svého oplakává.
- Svatá Máří vybírá hnízda komáří.
- Když prší na svatou Maří Magdalénu, vzroste obilí.
- Prší-li v den svaté Maří Magdalény, obilí i v stodole se zazelení.
- Je-li na svatou Maří Magdalénu vítr, jde dobře každý obchod.

| 22. červenec v pražském KlementinuÚdaje jsou platné k 8. 7. 2025. | 22. červenec v pražském KlementinuÚdaje jsou platné k 8. 7. 2025. | 22. červenec v pražském KlementinuÚdaje jsou platné k 8. 7. 2025. |
| minimum                                                           | denní průměr                                                      | maximum                                                           |
| ----------------------------------------------------------------- | ----------------------------------------------------------------- | ----------------------------------------------------------------- |
| 8,4 °C (1907)                                                     | 19,5 °C (od 1961)                                                 | 36,8 °C (2015)                                                    |